# Carlo Molè
Carlo Molè (Roma, 2 marzo 1930) è un politico italiano.

## Biografia
Laureato in giurisprudenza, è impiegato. Esponente della Democrazia Cristiana. Nel 1968 è eletto alla Camera dei Deputati, venendo confermato anche alle successive elezioni politiche del 1972, del 1976 e del 1979. Si dimette dalla carica l'8 novembre 1982.